# Suvereto
Suvereto – miejscowość i gmina we Włoszech, w regionie Toskania, w prowincji Livorno.
Według danych na rok 2004 gminę zamieszkiwało 2897 osób, 31,5 os./km².